# 마우리시우 지 올리베이라 아나스타시우
마우리시우 지 올리베이라 아나스타시우(Maurício de Oliveira Anastácio, 1962년 9월 20일~ )는 브라질 출신의 전직 축구 선수이다. 현역 시절 포지션은 공격수였다. K리그에서 뛸 당시의 등록명은 마우리였다.